# Osmia gemmea
Osmia gemmea là một loài Hymenoptera trong họ Megachilidae. Loài này được Pérez mô tả khoa học năm 1896.